# Albentosa

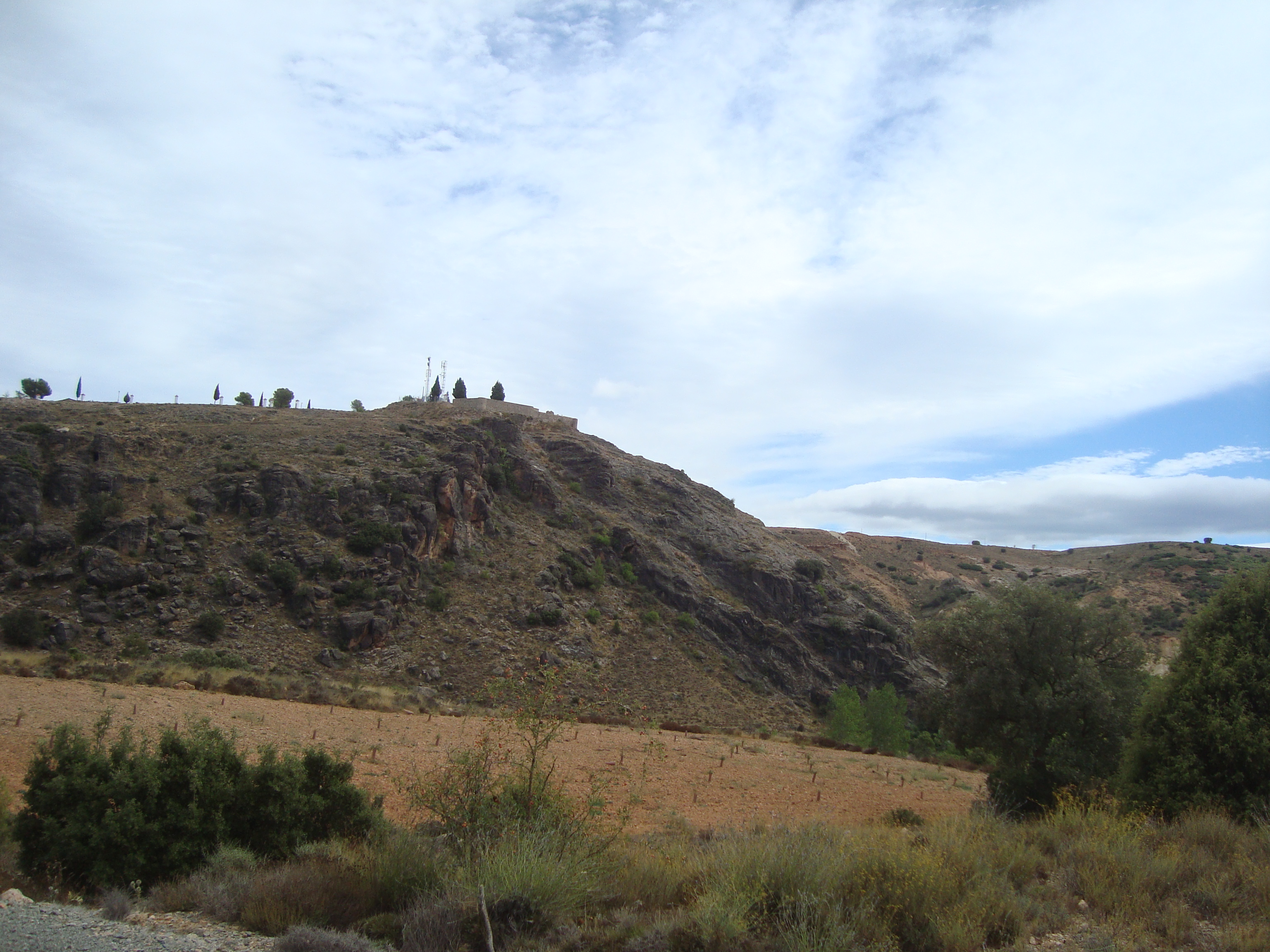
Castillo de Albentosa (Albentosa, Teruel)

Albentosa est une commune d’Espagne, dans la province de Teruel, communauté autonome d'Aragon, comarque de Gúdar-Javalambre
Autre orthographe possible " Alventosa " pour ce toponyme arabo-aragonais à la limite des anciens Royaumes d'Aragon (chrétien) et de Valencia (musulman).

## Histoire
- 1er mars 1810 : combat du pont d'Albentosa, durant la guerre d'indépendance espagnole, entre les troupes françaises et espagnoles